# Frente de las Fuerzas Socialistas
El Frente de las Fuerzas Socialistas (FFS) (en francés: Front des Forces Socialistes, en cabilio: Tirni iγalen inemlayen, en árabe:جبهة القوى الاشتراكية) es un partido político de Argelia, miembro de la Internacional Socialista, y fundado en 1963, después de la independencia del país.
Su presidente es un héroe de la guerra de independencia, Hocine Aït Ahmed. El FFS es un partido de oposición histórico al sistema instalado. Reclama la democracia desde su fundación.
El FFS tiene tradicionalmente una fuerte implantación en la Cabilia, entre la población de etnia bereber, y también en las grandes ciudades de Argelia. Participó en las abortadas primeras elecciones multipartidistas de 1991, en cuya primera vuelta obtuvo 25 parlamentarios. Tras la guerra civil argelina mantuvo una postura de doble oposición: contra el gobierno de facto que había impedido la celebración de la segunda vuelta de las elecciones y contra los islamistas radicales del Frente Islámico de Salvación (FIS). Boicoteó las elecciones limitadamente pluripartidistas de 2002 y 2007, pero decidió participar en las de 2012.
El FFS se define como un partido socialdemócrata y laico.
En Francia, sus militantes trabajan, tradicionalmente, con el Partido Socialista.

## Establecimiento

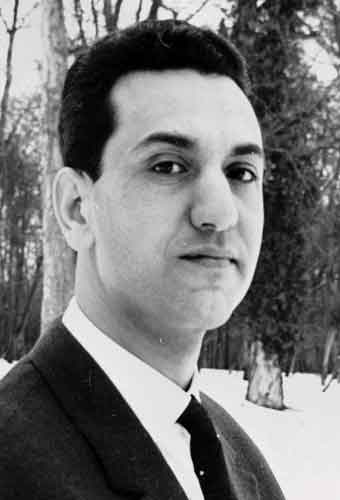
Hocine Aït Ahmed, antiguo presidente.

El Frente de Fuerzas Socialistas fue fundado en 1963 en Argelia, tras la independencia nacional, por el yihadista Mohand Oulhcine Ait Ahmed (26 de agosto de 1926 - 23 de diciembre de 2015), nacido en Aïn El Hammam, en la wilaya de Tizi Ouzou.
Hocine Ait Ahmed fue un político argelino y uno de los líderes de la revolución argelina en el Frente de Liberación Nacional (FLN).
Después de que Argelia obtuviera su independencia el 5 de julio de 1962, se celebraron elecciones para la Asamblea Constituyente en septiembre del mismo año, con Hocine Ait Ahmed entre los ganadores como candidato por la circunscripción de Setif. 
Pero pronto chocó con lo que consideraba la política autoritaria del presidente Ahmed Ben Bella, por lo que renunció a la Asamblea Constituyente y fundó el Frente de Fuerzas Socialistas en septiembre de 1963.
Hocine Ait Ahmed ha vivido en un exilio forzoso en Suiza desde el 1 de mayo de 1966, y no regresó a Argelia excepto con la apertura que siguió a los acontecimientos del 5 de octubre de 1988, desplazando así la actividad del Frente de las Fuerzas Socialistas de secreto a público después de su adopción oficial por el Ministerio del Interior argelino.

## Contexto
El Frente de Fuerzas Socialistas es un partido nacional argelino basado en la referencia de los textos fundacionales del estado argelino independiente después del 19 de marzo de 1962.
Los más importantes de estos textos de referencia del partido son la declaración del primero de noviembre de 1954 y el terreno de la Conferencia de Somma en 1956.
Como partido nacional fundado a partir de la agonía de la revolución de liberación argelina, el Frente de Fuerzas Socialistas está comprometido con la legitimidad constitucional y legal adhiriéndose a la letra y el espíritu de la Constitución y las leyes de Argelia.
El partido también se basa en la Declaración Universal de los Derechos Humanos en su lucha por la preservación y promoción de los derechos humanos en Argelia, las libertades individuales y colectivas, la libertad de pensamiento y las libertades civiles.

## Estructura organizativa

### Órgano de gobierno
El proyecto de estatuto propuesto ante los dos congresos en 2013 aprobó la elección de una dirección colectiva del partido durante el Quinto Congreso, llamada Cuerpo Presidencial, en reemplazo del jefe del partido, y compuesta por líderes elegidos por los conferencistas.
La Presidencia elige al primer secretario nacional del partido, pero conserva su capacidad presidencial.
| número | Miembro de la Comisión | El Comienzo | Fin  |
| ------ | ---------------------- | ----------- | ---- |
| 01     | Mohand Amqran Sharifi  | 2013        | 2018 |
| 02     | Ali Askari             | 2013        | 2018 |
| 03     | Aziz Baloul            | 2013        | 2018 |
| 04     | Saida Eshalaman        | 2013        | 2018 |

### Secretaría
La toma de posesión de los miembros del Secretariado Nacional del Frente de Fuerzas Socialistas se realiza durante un seminario extraordinario del Consejo Nacional a cargo del Primer Secretario del Partido y miembros de la Presidencia.
Este secretariado nacional de más de 26 miembros es nombrado de acuerdo con las leyes del partido.
| número | Función                                                        | número | Función                                                                 |
| ------ | -------------------------------------------------------------- | ------ | ----------------------------------------------------------------------- |
| 01     | Primer Secretario Nacional                                     | 14     | Secretario encargado de las relaciones con los militantes               |
| 02     | Secretario de Información                                      | 15     | Secretario encargado del seguimiento de las federaciones                |
| 03     | Secretario encargado de Relaciones Externas y Jefe de Gabinete | 16     | Secretario encargado del movimiento asociativo                          |
| 04     | Secretaria encargada de Formación, Educación e Investigación   | 17     | Secretario a cargo de los funcionarios electos locales                  |
| 05     | Secretaria encargada de la promoción de la mujer               | 18     | Secretaria encargada de Cultura                                         |
| 06     | Secretaria encargada de los Derechos Humanos                   | 19     | Secretaria encargada de los archivos y la documentación                 |
| 07     | Secretario encargado del Magreb y de Asuntos Regionales        | 20     | Secretaria encargada de la Juventud                                     |
| 08     | Secretario encargado de Estudios Jurídicos y Constitucionales  | 21     | Secretario encargado de la formación política                           |
| 09     | Secretario encargado de los veteranos 1963                     | 22     | Delegado Nacional encargado de Argelia Occidental                       |
| 10     | Secretario a cargo de Finanzas y Administración                | 23     | Delegado Nacional encargado del Sur de Argelia                          |
| 11     | Secretaria a cargo de la regulación y la participación         | 24     | Delegado Nacional encargado de Argelia Oriental                         |
| 12     | Secretario encargado de Asuntos Judiciales y Solidaridad       | 25     | Director de la Sede Nacional y Administración de los Bienes del Partido |
| 13     | Asesor del Partido en el Extranjero                            | 26     | Miembros del Consejo Asesor                                             |

### Secretarios Generales
| número | Secretaria Nacional   | Comienzo | Fin  |
| ------ | --------------------- | -------- | ---- |
| 01     | Ali Qarboua           | 1991     | 1994 |
| 02     | Judy Maamari          | 1994     | 1996 |
| 03     | Jamal Zanati          | 1996     | 1998 |
| 04     | Mustafá Bouhadif      | 1998     | 2000 |
| 05     | Ali Askari            | 2000     | 2002 |
| 06     | Ahmed Jadai           | 2002     | 2005 |
| 07     | Samir Bouakouir       | 2005     | 2007 |
| 08     | Karim Tabo            | 2007     | 2011 |
| 09     | Ali Askari            | 2011     | 2013 |
| 10     | Ahmed Batatash        | 2013     | 2014 |
| 11     | Muhammad Nebo         | 2014     | 2016 |
| 12     | Abdul malik Boushafea | 2016     | 2016 |

### Consejo Nacional
La Asamblea Nacional examina la estrategia de participación en las elecciones locales, legislativas y presidenciales en cada coyuntura electoral.
Las comisiones electorales estatales hacen presentaciones a la Asamblea Nacional sobre los progresos realizados en el proceso de recopilación de los expedientes de las listas electorales, antes de proceder con el proceso de presentación a los servicios de la administración.
Las sesiones del Consejo Nacional también coinciden con la organización de seminarios intelectuales a cargo de investigadores y activistas dedicados a hablar sobre el estado del desarrollo local y la importancia de las reformas en la estructura del Estado para avanzar hacia una descentralización real.

### Comité de Ética
Los participantes en el V Congreso del Frente de Fuerzas Soberanas en 2013 aprobaron el reglamento de la nueva constitución, que se adaptó a las últimas condiciones políticas y a los principios del partido.
La nueva Ley Básica incluía la creación del Comité de ética del Partido, que fue presidido por Mohand Amqran Sharifi y Rashid Haalat como su adjunto en este comité, del que Saida Ishlaman es miembro.

### Federaciones estatales
La estructura local del Frente de Fuerzas Socialistas a nivel de las wilayas de Argelia se lleva a cabo a través de federaciones estatales.
El proyecto político de este partido tiene como objetivo desarrollar el desempeño del Estado argelino con el fin de alcanzar la eficiencia de gestión conocida en cada modelo de república federal.
Las sedes de las federaciones estatales del partido son testigos de muchas actividades, como la conmemoración de eventos nacionales y militantes, la organización de congresos federales y la realización de actividades y jornadas de capacitación para activistas. 

## Elecciones presidenciales de 1999
El Frente de Fuerzas Socialistas participó en las etapas preparatorias de las elecciones presidenciales argelinas del 15 de abril de 1999.
El 5 de febrero de 1999, el Frente de Fuerzas Socialistas presentó a su líder fundador, Hocine Ait Ahmed, como candidato oficial del partido en las elecciones presidenciales argelinas, sin embargo, se retiró junto con los otros candidatos, denunciando lo que llamaron fraude, que terminó con Abdelaziz Bouteflika ganando las elecciones.
Hocine Ait Ahmed, a pesar de retirarse, quedó en cuarto lugar con 319.523 votos, o el 3,17 por ciento de los votos.

## Diputados de la Asamblea Nacional Popular

### Elecciones legislativas del 26 de diciembre de 1991

#### Representación estatal
Los diputados del Frente de Fuerzas Socialistas se distribuyeron a nivel nacional en las primeras elecciones legislativas pluralistas argelinas durante el 26 de diciembre de 1991 en todas las wilayas de acuerdo con los siguientes porcentajes:
1. Diputados de la wilaya de Bugía: 11 (44%).
2. Diputados de la wilaya de Al-Buira: 01 (4%).
3. Diputados de la wilaya de Tizi Uzu: 12 (48%).
4. Diputados de la wilaya de Sétif: 01 (4%).

### Mandato legislativo 1997-2002
El bloque de diputados del Frente de Fuerzas Socialistas se formó durante las segundas elecciones legislativas pluralistas argelinas el 5 de junio de 1997. 

#### Representación feminista
La distribución de los parlamentarios del Frente de Fuerzas Socialistas a nivel nacional en el período legislativo 1997-2002 según el sexo según los siguientes porcentajes:
1. Mujeres parlamentarias: 1
2. Hombres parlamentarios: 8

#### Representación estatal
La distribución de los parlamentarios del Frente de Fuerzas Socialistas a nivel nacional en el período legislativo 1997-2002 entre los estados de acuerdo con las siguientes proporciones:
1. Diputados de la wilaya de Bejaia: 06 (31,58%).
2. Diputados de la wilaya de Bouira: 01 (5,26%).
3. Diputados de la wilaya de Tizi Ouzou: 07 (36,84%).
4. Diputados de la wilaya de Argel: 03 (15,79%).
5. Diputados de la wilaya de Boumerdes: 01 (5,26%).
6. Diputados de la provincia de Tipasa: 01 (5,26%).[3]